# 2005 VX3
2005 VX3, também escrito como 2005 VX3, é um corpo celeste que é classificado como um damocloide. Ele é o corpo menor que tem o maior semieixo maior heliocêntrico e afélio. Ele também tem a maior excentricidade orbital que qualquer outro corpo menor conhecido, com o seu periélio que encontra-se dentro da órbita de Júpiter. 2005 VX3 tem um semieixo maior baricêntrico de ~945 UA. Só o 2012 DR30 tem um semieixo maior baricêntrico superior. O mesmo possui uma magnitude absoluta de 14,1 e tem um diâmetro com cerca de 7 km.
2005 VX3 tem um arco de observação de 81 dias e não tem sido observado desde janeiro de 2006, quando ele veio ao seu periélio de 4,1 UA do Sol Pode ser um cometa extinto que não tem sido observado a saída dos gases. No passado, pode ter feito abordagens mais perto do Sol que poderiam ter removido a maioria dos componentes voláteis perto de sua superfície.

## Descoberta
2005 VX3 foi descoberto no dia 1 de novembro de 2005 pelo Mt. Lemmon Survey.

## Órbita
A órbita de 2005 VX3 tem uma excentricidade de 0,997 e possui um semieixo maior de 31,791 UA. O seu periélio leva o mesmo a uma distância de 4,134 UA em relação ao Sol e seu afélio a 2487,443 UA.